# Speak White
Speak white (in italiano: "Parla bianco") è un insulto proferito ai canadesi francofoni da parte della maggioranza anglofona quando questi erano colti a parlare francese in pubblico.  Questo ingiurio è usato sempre meno ai nostri giorni. Da tale epiteto è stata ispirata, nel 1968, una poesia della scrittrice canadese Michèle Lalonde e, in seguito, un film realizzato da Pierre Falardeau e Julien Poulin.

## Storia

### L'espressione
L'insulto speak white è un insulto razzista rivolto alla minoranza francofona in Canada. Nel contesto coloniale canadese e delle tratte negriere dell'epoca, tale insulto era ricollegato al fatto che uno schiavo non poteva parlare la sua lingua ma doveva necessariamente adottare quella del suo padrone. Nel Quebec, questo epiteto è continuato a circolare sino agli anni della Rivoluzione tranquilla.
Il 12 ottobre 1889, durante in dibattito alla Camera dei Comuni, Henri Bourassa venne fischiato da alcuni deputati anglofoni. Quando infatti cercò di esprimersi in francese, gli venne urlato contro, "Speak White! ". Il dizionario Quebec-Francese ha una voce tratto da emissione di un Maclean risalente al 1963: "Fuori di venti canadesi francesi si incontrano con me o con te, dire quindici potrebbero essere stati intervistati a questo disprezzo parlare bianco. "

### La poesia
L'ingiurio ha ispirato la poetessa quebecchese Michèle Lalonde che scrisse la poesia Speak white nell'ottobre del 1968. Il poema venne recitato durante una scena della Comédie canadienne dalla commediografa Michelle Rossignol durante uno spettacolo intitolato Chansons et poèmes de la Résistance, in seguito, verso la fine dello spettacolo, venne riletto dalla stessa autrice, Michèle Lalonde. Lo spettacolo, che riuniva numerosi artisti francofoni del Quebec, primo fra tutti Gaston Miron fu organizzato per sostenere la causa di Pierre Vallières e di Charles Gagnon, appena resi prigionieri per le loro attività in seno al FLQ. Speak White è un tacito sostegno alla causa rivoluzionaria del giornalista Pierre Vallières, trattata nel suo libro « Nègres Blancs d’Amérique ».
La poesia divenne rapidamente un faro per la causa del Mouvement souverainiste du Québec e venne pubblicato all'interno della rivista Socialisme. Qualche anno dopo, il testo diede il titolo a una raccolta poetica pubblicata dalla casa editrice L'Hexagone. I versi « (...) nous sommes un peuple inculte et bègue » della poesia, alludono al passaggio « (...) les Québécois sont un peuple sans histoire et sans littérature » pubblicato nel rapporto Durham del 1838.
Il 15 marzo 2008, Michèle Lalonde celebrano il quarantesimo anniversario della sua poesia, leggendone il testo in occasione dell'aperta della Quinzaine de la poésie.
Il 12 settembre 2009, il testo venne letto dalla cantante rap J.Kyll del gruppo musicale Muzion.